# Sacro e profano (film 1959)
Sacro e profano (Never So Few) è un film del 1959 diretto da John Sturges.

## Trama
1943; durante la seconda guerra mondiale il capitano americano Tom Reynolds, che comanda un gruppo di guerriglieri in Birmania, si reca a Calcutta per partecipare ad un consiglio di guerra. Qui fa la conoscenza di Carla Vesari, una profuga italiana che vive con Regas, uno speculatore petrolifero. Ella tratta Tom con benevolenza, ma di fronte alle dichiarazioni d'amore del capitano, non ne ricambia i sentimenti. Il capitano della U.S. Army riceve dal colonnello Parkson l'ordine di sferrare un attacco contro Ubachi, nella zona nord della Birmania, occupata dai giapponesi. Quando, al termine di una licenza, ritorna nella giungla, resta ferito nel respingere un attacco nemico. Trasferito all'ospedale di Calcutta, rivede Carla che gli dice di aver lasciato Regas: i due si dichiarano reciprocamente il loro amore. L'attacco a Ubachi si conclude con la distruzione dell'aeroporto nemico. Tornando all'accampamento, Tom scopre che un convoglio americano è stato distrutto da banditi cinesi. Egli ne cattura venticinque, e scopre che lo stesso governo di Chungking, alleato degli americani, è implicato in queste azioni di banditismo e in loschi traffici di armi americane. Il colonnello Parkson non approva il comportamento di Tom e gli ordina di liberare i cinesi e di fare le sue scuse al governo di Chungking. Egli invece fa fucilare i cinesi. Arrestato e sottoposto a procedimento disciplinare, ha l'appoggio del generale Sloal, dal quale ottiene la piena riabilitazione. Prima di tornare in Birmania, Tom incontra Carla che gli dona il suo cuore.